# دیوید چایلدز

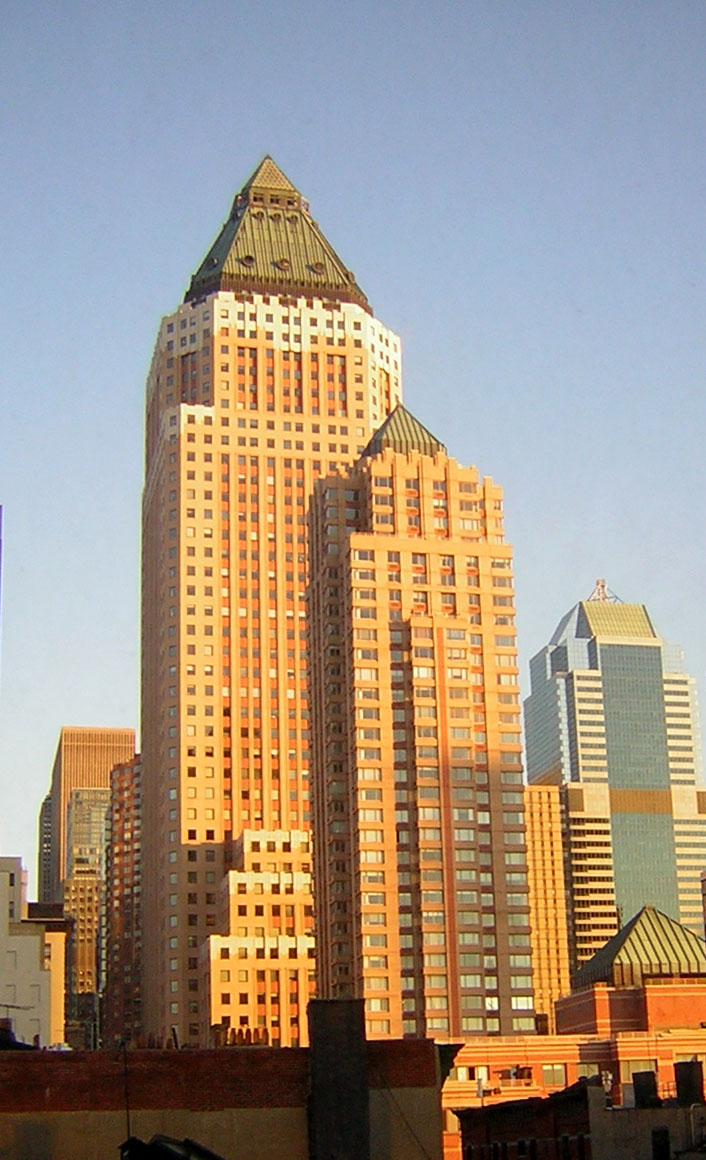
ساختمان وان ورلدواید پلازا که به وسیله دیوید چایلدز طراحی شده است.

دیوید ام چایلدز (به انگلیسی: David M. Childs) متولد ۱۹۴۱ میلادی در پرینستون‌نیوجرسی مهندس مشاور شرکت اسکیدمور، اوینگز و مریل است. چایلدز بیشتر شهرتش به سبب طراحی ساختمان وان ورلدواید پلازا در محله منهتن نیویورک در ایالات متحده آمریکا است.

## برخی از ساختمان‌های طراحی شده به وسیله چایلدز

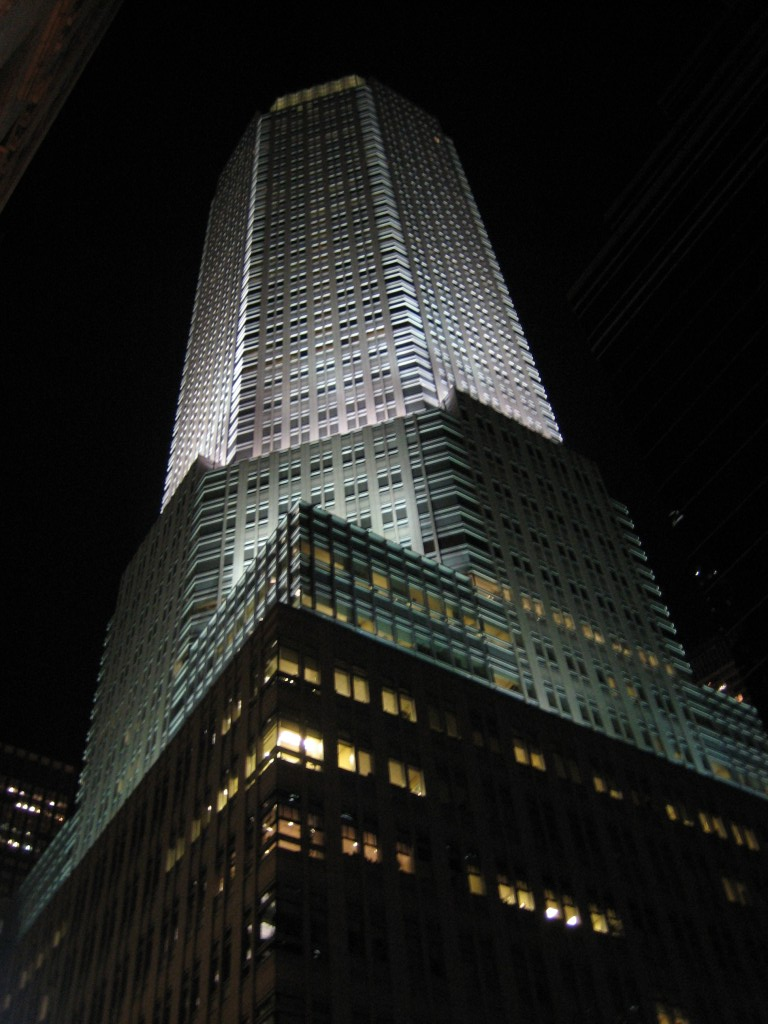
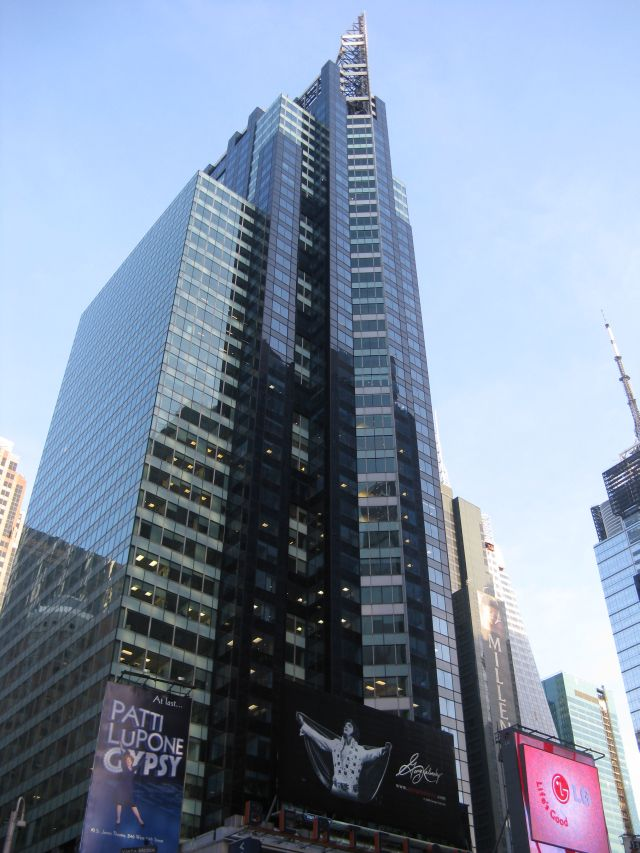
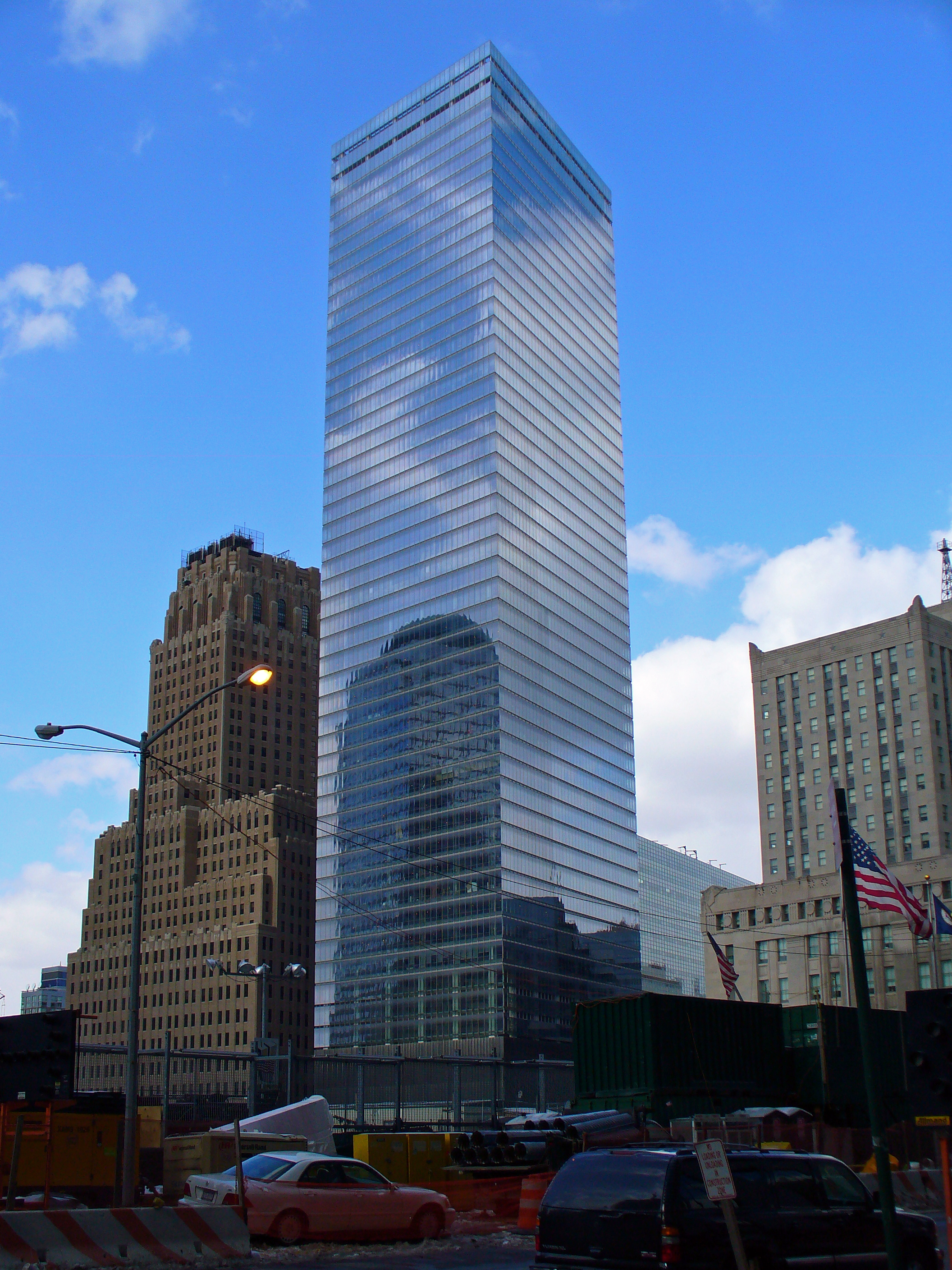

- ساختمان وان ورلدواید پلازا
- ساختمان ۳۸۳ خیابان مدیسون
- ساختمان برتلسمن